# Конвой №5284
Конвой № 5284 — японський конвой часів Другої світової війни, проведення якого відбувалось у червні — липні 1943-го.
Вихідним пунктом конвою був атол Трук у центральній частині Каролінських островів, де ще до війни створили головну базу японського ВМФ у Океанії, звідки до лютого 1944-го провадились операції в цілому ряді архіпелагів. Пунктом призначення став атол Кваджелейн, на якому була головна японська база на Маршаллових островах.
До складу конвою увійшли транспорти «Кайшо-Мару»,  «Мітакесан-Мару», «Кайко-Мару» і «Мінато-Мару», тоді як охорону забезпечував торпедний човен «Хійодорі». Надалі ескорт підсилили за рахунок переобладнаного мисливця за підводними човнами «Шонан-Мару № 3».
28 червня 1943-го загін полишив Трук та попрямував на схід. Хоча поблизу вихідного та кінцевого пунктів маршруту традиційно діяли американські підводні човни, проходження конвою № 5284 минуло без інцидентів і 3 липня він прибув на Кваджелейн.